# Cross the Line
Pour les articles homonymes, voir No matarás.
Pour plus de détails, voir Fiche technique et Distribution.
Cross the Line (No matarás) est un film espagnol réalisé par David Victori, sorti en 2020.

## Synopsis
Après la mort de son père, dont il s'est occupé plusieurs années, Dani décide de partir faire le tour du monde. Avant son départ, il rencontre Mila, une jeune femme attirante et instable.

## Fiche technique
- Titre : Cross the Line
- Titre original : No matarás
- Réalisation : David Victori
- Scénario : Jordi Vallejo, David Victori et Clara Viola
- Musique : Adrian Foulkes et Federico Jusid
- Photographie : Elías M. Félix
- Montage : Alberto Gutiérrez
- Société de production : Castelao Pictures, Crea SGR, Filmax, Movistar+, Radio Televisión Española et Sin Retorno La Película
- Pays :  Espagne
- Genre : Action, aventure, thriller et drame
- Durée : 92 minutes
- Dates de sortie : 
  -  Espagne : 16 octobre 2020
  -  France : 18 février 2021

## Distribution
- Mario Casas : Dani
- Milena Smit : Mila
- Elisabeth Larena : Laura
- Fernando Valdivielso : Ray
- Javier Mula : Berni
- Aleix Muñoz : Delgado
- Andreu Kreutzer : Fornido
- Oscar Pérez : Primo
- Miguel Ángel González : Mendigo
- Xavi Sáez : Rubén
- Victor Solé : Segurata
- Paco Trenzano : Vecino
- Laura Weissmahr : Fiancée de Berni[1]

## Distinctions

### Récompenses
- Feroz 2021 : meilleur acteur pour Mario Casas[2]
- Goyas 2021 : meilleur acteur pour Mario Casas[3].

### Nominations
- Feroz 2021 : meilleur film dramatique, meilleur réalisateur, meilleur acteur pour Mario Casas et meilleure musique originale
- Goyas 2021 : le film a été nommé pour trois prix Goya : meilleur acteur pour Mario Casas, meilleur espoir masculin pour Fernando Valdivielso et meilleur espoir féminin pour Milena Smit[3].